# Odontites linkii
Odontites linkii är en snyltrotsväxtart. Odontites linkii ingår i släktet rödtoppor, och familjen snyltrotsväxter.

## Underarter
Arten delas in i följande underarter:
- O. l. cyprius
- O. l. linkii